# Daniel Schorn
Daniel Schorn (* 21. Oktober 1988 in Zell am See) ist ein ehemaliger österreichischer Radrennfahrer. Er galt während seiner aktiven Zeit als Sprintspezialist.
Nachdem Schorn im Jahr 2010 eine Etappe der Tour de Normandie und zwei Etappen der Slowakei-Rundfahrt gewonnen hatte, erhielt er 2011 beim österreichischen Professional Continental Team Elk Haus-Simplon seinen ersten Profivertrag. 2012 startete er beim Giro d’Italia, den er auf Rang 124 beendete und im olympischen Straßenrennen, das er auf Platz 81 beendete. Nach verschiedenen Stürzen und Krankheiten gewann Schorn im Jahr 2016 die Punktewertung der Tour d’Azerbaïdjan und eine Etappe der Rhône-Alpes Isère Tour. Zum Ende der Saison gab Schorn seinen Rücktritt vom Radsport bekannt.

## Erfolge
2010
- eine Etappe Tour de Normandie
- zwei Etappen Slowakei-Rundfahrt

2012
- Mannschaftszeitfahren Settimana Internazionale di Coppi e Bartali

2016
- Punktewertung Tour d’Azerbaïdjan
- eine Etappe Rhône-Alpes Isère Tour